# Dreilindengrund

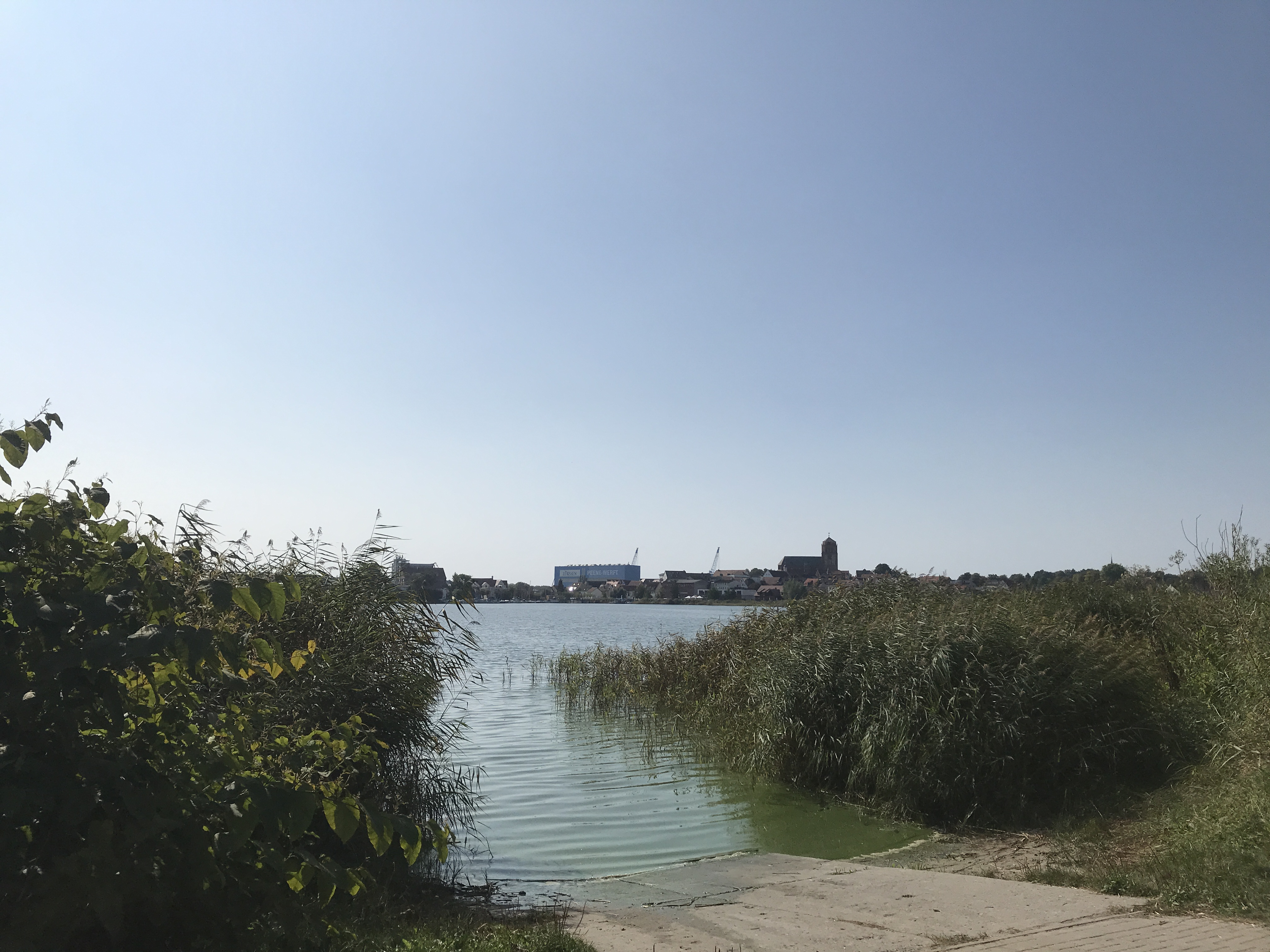
Dreilindengrund

Der Dreilindengrund ist ein im Osten der Stadt Wolgast in Mecklenburg-Vorpommern gelegener Abschnitt des Ufers des Peenestroms, der seit mehreren Jahrzehnten vor allem als städtische Badestelle genutzt wird.
Der Name des Dreilindengrunds, der sich im Wolgaster Ortsteil Tannenkamp befindet, geht zurück auf die Überführung des im Dreißigjährigen Krieg gefallenen schwedischen Königs Gustav II. Adolf am 16. Juli 1633 von Wolgast nach Schweden. An der Stelle des Landungsstegs, von dem das Schiff mit dem Leichnam des Königs ablegte, wurden ihm zum Gedenken drei Linden gepflanzt. Auch die Benennung eines Waldstücks in der Nähe dieser Uferstelle als Gustav-Adolf-Schlucht hat ihren Ursprung in diesem Ereignis.
Neben der Nutzung als Badestelle, ausgestattet mit einem Volleyballfeld und einer Lagerfeuerstelle, existiert am Dreilindengrund auch ein gleichnamiger Yachthafen. Außerdem fanden zwischen 1964 und 1994 am Dreilindengrund insgesamt elfmal vom MC Wolgast organisierte Läufe zu DDR-Meisterschaften beziehungsweise Deutschen Meisterschaften im Motorbootsport statt.